# 2731 Cucula
2731 Cucula eller 1982 KJ är en asteroid i huvudbältet som upptäcktes den 21 maj 1982 av den Schweiziska astronomen Paul Wild vid Observatorium Zimmerwald. Den har fått sitt namn efter fågelsläktet Gökar.
Asteroiden har en diameter på ungefär 44 kilometer.